# Il senso segreto
Il senso segreto (The Secret Sense) è un racconto di fantascienza di Isaac Asimov pubblicato per la prima volta nel 1939 sul numero di marzo della rivista Cosmic Stories.
Successivamente è stato incluso nell'antologia Asimov Story (The Early Asimov) del 1972.
È stato pubblicato varie volte in italiano a partire dal 1973.

## Trama
La storia si svolge sullo sfondo di un'antica e sviluppatissima civiltà che vive in vaste città sotterranee su Marte.
Lincoln Fields, un ricco terrestre di New York che vive su Marte, discute i vantaggi della vista e dell'udito molto sviluppati che gli umani possiedono al contrario dei Marziani. Garth Jan, il suo amico marziano, ribatte descrivendo i vantaggi dei sensi che possiedono i Marziani, e senza volerlo si lascia sfuggire un accenno a un senso segreto. Fields gli chiede di rivelarglielo, cosa che Garth Jan si rifiuta di fare. Sei mesi dopo, e giocando sporco, Fields costringe Jan a lasciargli provare questo senso misterioso e Jan, controvoglia, accetta.
Un medico marziano inietta a Fields l'estratto di un ormone che attiverà in lui questo senso per la durata di cinque minuti, dopodiché il senso non sarà mai più utilizzabile. L'insegnante di musica di Jan comincia a suonare un componimento musicale con uno strumento marziano, il portwem.
Dopo pochi minuti Fields comincia a percepire le meraviglie del portwem, inizialmente con i colori, i suoni e gli odori che colpiscono direttamente i sensi, dopodiché si trasformano in un nuovo, indescrivibile senso. Ma quando i cinque minuti finiscono e le percezioni di questo senso segreto cessano lui ne è distrutto, come Jan sapeva che sarebbe successo.